# Efraín Ríos Montt
Pour les articles homonymes, voir Montt.
Efraín Ríos Montt, né le 16 juin 1926 à Huehuetenango et mort le 1er avril 2018 à Guatemala, est un militaire et homme d'État guatémaltèque.
Il mène un coup d'État en 1982, dirigeant le pays d'une main de fer (état d'urgence) jusqu'à son renversement en 1983. Cette brève période est l'une des plus meurtrières de la guerre civile guatémaltèque, qui fit entre 150 000 et 200 000 morts.
Il est condamné en 2013 à 80 ans de prison pour génocide et crimes contre l’humanité, mais le jugement est suspendu par la Cour constitutionnelle pour un vice de procédure.

## Biographie

### Carrière d'officier et de diplomate

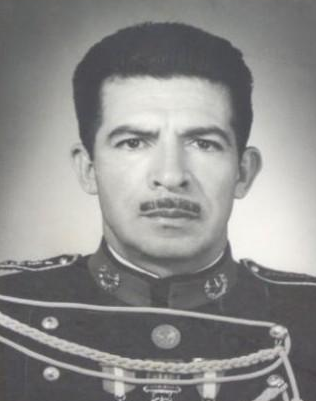
Efraín Ríos Montt en 1960.

Ríos Montt commence sa carrière militaire comme cadet en 1946, diplômé de l'École des Amériques situé dans la zone du canal à Panama en 1950.
En 1954, alors jeune officier, il joue un rôle mineur dans l'opération PBSUCCESS, coup d’État organisé par la CIA, qui entraîne la chute du président guatémaltèque Jacobo Arbenz Guzmán. Il est promu général en 1972 puis chef de l'état-major.
En 1973, il démissionne de son poste à l'ambassade du Guatemala à Washington, pour participer à l’élection présidentielle guatémaltèque de mars 1974 comme candidat d'une coalition dirigée par le Partido de la Democracia Cristiana. Battu par son rival de l'aile droite, le général Kjell Eugenio Laugerud García, par une différence de 70 000 voix, Ríos Montt dénonce une fraude électorale massive.
Il est accusé d'avoir perçu pour plusieurs centaines de milliers de dollars américains de pot-de-vin au cours de son séjour à Madrid où il occupe un poste d'attaché militaire à l'ambassade du Guatemala jusqu'en 1977.

### Relations avec les Églises
En 1978, Ríos Montt abjure le catholicisme et devient pasteur de l'Iglesia Cristiana Verbo, une église évangélique fondée par des membres américains du Gospel Outreach (en),,. Dès lors, les télévangélistes américains Jerry Falwell et Pat Robertson deviennent ses amis personnels. Il reproche aux prêtres catholiques de s'interroger sur le sort des communautés mayas catholiques et accuse ces mêmes prêtres d'être des agents gauchistes.
Fervent religieux, il affirme après sa prise de pouvoir avoir été choisi par Dieu pour gouverner le Guatemala. Il ordonne aux soldats de posséder un exemplaire du nouveau testament.
Son frère, Mgr Mario Ríos Montt, est évêque catholique du Guatemala.

### Prise de pouvoir (Frijoles y Fusiles)
Le 7 mars 1982, le général Ángel Aníbal Guevara (en), candidat officiel du Frente Democratico Popular (FDP), successeur désigné de Romeo Lucas Garcia, gagne l’élection présidentielle, cependant largement dénoncée comme ayant été entachée de fraude, par ses opposants de droite comme de gauche. Le 23 mars, avec le soutien de leurs compagnons d'armes, le général Horacio Egberto Maldonado Schaad, le colonel Francisco Luis Gordillo Martínez et Ríos Montt prennent le pouvoir à la suite d'un coup d'État, discrètement appuyés par la CIA, déposant le général Romeo Lucas García.
Ils installent une junte militaire, avec Ríos Montt à sa tête, qui, déclarant l'état de siège, suspend immédiatement la Constitution, établit des tribunaux secrets, et entame une campagne contre l'opposition civile, utilisant l'enlèvement, la torture et les assassinats extra-judiciaires. Ce coup d’État, œuvre d'Oficiales jovenes (jeunes officiers militaires), est alors destiné à empêcher l'investiture de Guevara au poste de président le 1er juillet.  Elliott Abrams, membre éminent de l'administration Reagan, félicite Efraín Ríos Montt pour avoir « apporté des progrès considérables sur la question des droits fondamentaux ».
Lors de sa courte présence au pouvoir, Efraín Ríos Montt met en place les Patrullas de Autodefensa Civil (PAC, ou Patrouilles d'autodéfense civiles), miliciens recrutés de force par l'armée et ayant comme objectif d'éradiquer la guérilla, tandis que l'unité de contre-insurrection, les Kaibiles, fait preuve d'une cruauté extrême. Ainsi, 440 villages sont complètement rasés (massacre de Dos Erres de décembre 1982, etc.), près de 10 000 Indiens massacrés ou jetés par hélicoptère dans l'océan Pacifique. La Commission pour l'éclaircissement historique recensera, en 1999, que l'ultra-majorité des crimes commis (93 %) lors de la guerre civile ont été commis par l'État (paramilitaires inclus) et qu'une très grande partie de ceux-ci ont été commis sous la dictature de Ríos Montt.
Un document déclassifié des États-Unis indique la présence d'officiers du Mossad (du moins, de services de renseignements israéliens) parmi l'unité présidentielle de renseignements, l'AFSAEM ; ce sont ces six conseillers qui ont planifié la libération de Jorge Marios Ríos Muñoz, le neveu du président, le 22 novembre 1982. Le document fait également état de rumeurs signalant la présence de conseillers sud-africains. Dans un entretien au quotidien espagnol ABC, Ríos Montt estime que « notre succès est dû au fait que nos soldats ont été entraînés par les Israéliens ».

### Contre-coup d'État
Ríos Montt est à son tour renversé par un coup d'État en août 1983, organisé par son ministre de la Défense, le général Oscar Mejía Víctores. Son appartenance à une secte fondamentaliste, dont l'influence était croissante au sein du régime, et son mépris pour les dirigeants de l’Église catholique pourraient expliquer son renversement.
Revenu à la vie civile, il est décoré en 1985 par le Pentagone, le secrétaire de l'Armée John Marsh lui offrant une Commendation Medal .

### Retour sur la scène publique
En 1989, Ríos Montt fonde le Frente Republicano Guatemalteco (FRG, Front républicain guatémaltèque) et tente de se présenter à l’élection présidentielle de 1990, mais en est empêché par une décision de la Cour constitutionnelle, s'appuyant sur un article de la constitution du pays qui empêche les participants à un coup d’État de devenir président.
Député FRG de 1990 à 2004, il est élu, en 1994, président du Congrès, le Parlement (unicaméral) du Guatemala et exerce son mandat de 1995 à 1996.
Sa tentative de participer à l'élection présidentielle de 1994 étant également empêchée, il soutient son collègue et ami du FRG, Alfonso Portillo, comme candidat. Il échoue de peu en 1995 mais l'emporte en 1999.
En août 1999, Portillo admet que le gouvernement guatémaltèque a attenté aux droits de l'homme durant les 20 années précédentes, notamment pour les deux massacres ayant eu lieu au cours de la présidence de Ríos Montt : le premier à Plan de Sánchez, au Baja Verapaz, ayant causé la mort de 268 personnes, le second à Dos Erres au Petén, où plus de 200 personnes furent assassinées.
En 2000, Ríos Montt redevient président du Congrès.

### Candidature à la présidentielle de 2003 et Jeudi noir
Ríos Montt est désigné par le FRG en mai 2003 pour l'élection présidentielle de novembre, mais sa candidature est, une fois de plus, rejetée par le Bureau électoral et deux juridictions inférieures. En juillet 2003, la Cour suprême, plus haute juridiction guatémaltèque, qui comprend à l'époque plusieurs magistrats nommés par le FRG, approuve sa candidature au poste de président, ignorant ostensiblement l'interdiction constitutionnelle qui interdit aux anciens dictateurs de briguer le poste de président, qui l'avait empêché de participer à la précédente élection présidentielle, et dont il déclara qu'elle avait spécialement été écrite afin de lui interdire de participer.
Plus tard, la Cour suprême suspend sa campagne présidentielle en jugeant recevable une plainte, émanant de deux partis de centre-droit, visant à interdire, constitutionnellement, au général de prétendre à la fonction présidentielle. Ríos Montt dénonce cet arrêt comme étant une manipulation judiciaire et appelle ses partisans à manifester. Le 24 juillet, jour désormais appelé jueves negro (en) (jeudi noir), des milliers de sympathisants du FRG masqués et armés de machettes, de bâtons et de fusils, envahissent les rues de Guatemala. Transportés en bus de toutes les régions du pays par le FRG, certains participants ont déclaré que les personnes travaillant dans des municipalités contrôlées par le FRG avaient été menacées de licenciement au cas où elles refuseraient de participer à la protestation. Les manifestants bloquent la circulation, entonnent des slogans menaçants et brandissent leurs machettes.
En tête de cortège, on trouve des militants FRG bien connus, y compris d'éminents membres du congrès, qui furent photographiés par la presse alors qu'ils coordonnaient les actions en compagnie du secrétaire personnel de Zury Ríos Montt (en), la fille du général. Les manifestants marchent en direction des tribunaux, des sièges des partis d'opposition et des journaux, incendiant des bâtiments, tirant en direction des fenêtres et brûlant voitures et pneus dans les rues. Un journaliste de télévision, Héctor Fernando Ramírez (en), décède d'une crise cardiaque en fuyant la foule. Après deux jours de destruction à Guatemala, les émeutiers se dispersent à l'appel de Ríos Montt. La situation est si chaotique durant le week-end que les locaux de l'ONU et ceux de l'ambassade des États-Unis sont fermés.
À la suite des émeutes, la Cour constitutionnelle, où figurent de nombreux alliés de Ríos Montt et de Portillo, inverse la décision de la Cour suprême. Le raisonnement légal sous-tendant la décision finale n'a pas immédiatement été rendu public, mais Ríos Montt a expliqué que l'interdiction faite aux auteurs de coups d'État de se présenter, formalisée dans la Constitution de 1985 (es), ne pouvait s'appliquer rétroactivement. De nombreux Guatémaltèques exprimèrent leur rage face à la décision de la cour.
Finalement autorisé à concourir, il est battu lors du premier tour, le 9 novembre 2003.

### Poursuites et condamnation pour génocide et violation des droits de l'homme

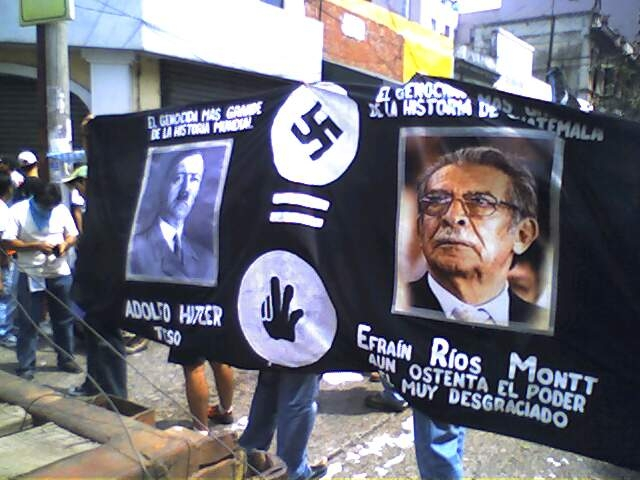
Manifestation universitaire contre Efraín Ríos Montt à Guatemala en 2006.

La prix Nobel de la paix Rigoberta Menchú, ainsi que d'autres militants, ont porté plainte auprès de la justice espagnole en 1999 contre Ríos Montt et d'autres personnalités. Cette demande a motivé le juge Santiago Pedraz à demander l'extradition de Ríos Montt pour génocide, terrorisme et torture. Un mandat d'arrêt international est délivré le 7 juillet 2006. La demande d'extradition a été rejetée par la Cour constitutionnelle du Guatemala en 2007.
Presque trente ans après les faits, Ríos Montt, âgé de 85 ans, apparaît en audience préliminaire le 26 janvier 2012 devant une cour de justice, à Guatemala, pour répondre des accusations de génocide et de violations des droits de l'homme,. Ces poursuites sont rendues possibles par la perte de son immunité parlementaire le 14 janvier 2012. Ríos Montt nie les accusations, affirmant qu'il n'a pas ordonné les massacres, son avocat affirmant qu'il n'était pas « sur le champ de bataille », ce à quoi l'accusation répond en affirmant qu'il existait une chaîne de commandement remontant jusqu'au président auto-proclamé.

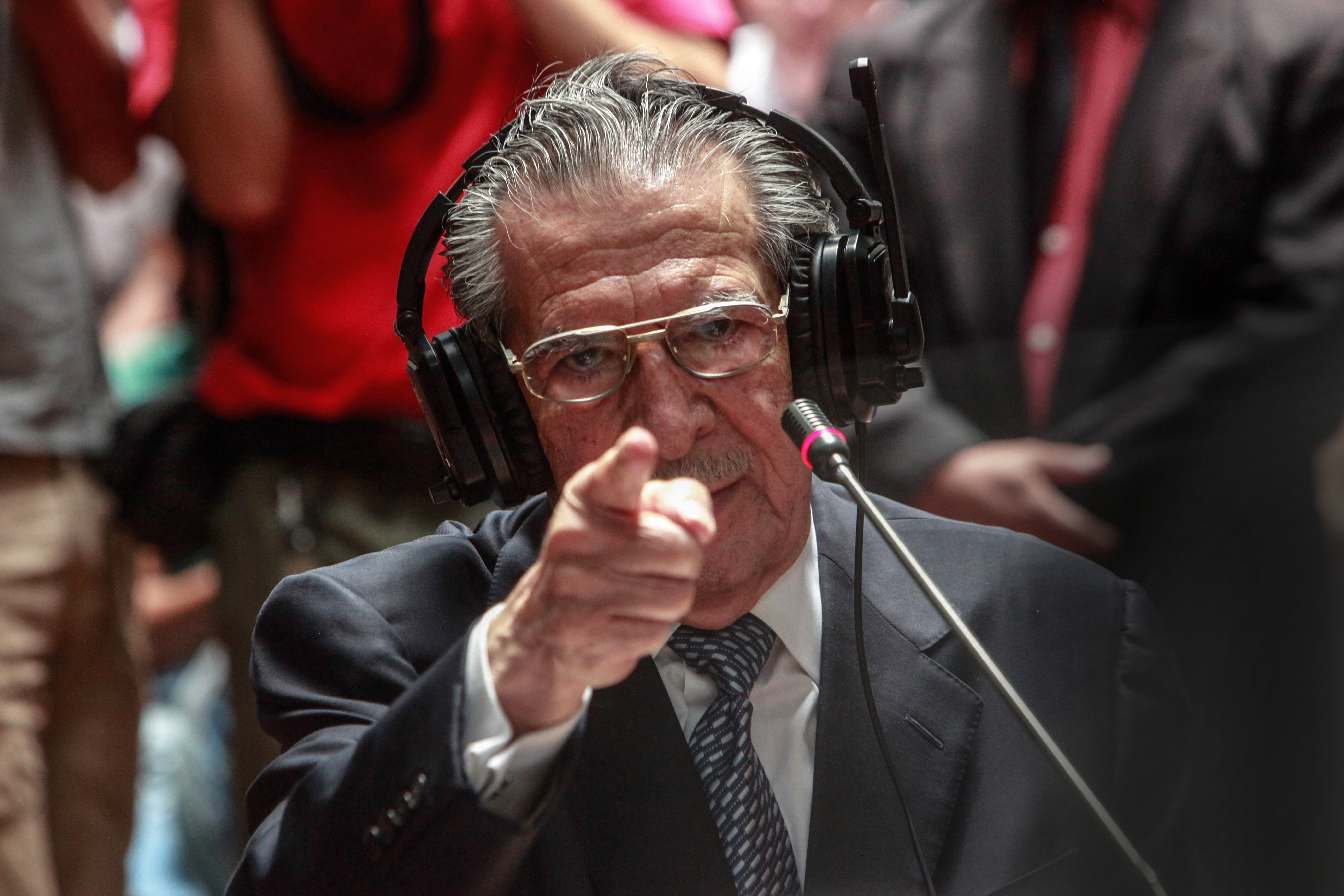
Efraín Ríos Montt en 2013.

Pendant l'audience préliminaire, Ríos Montt est assigné à résidence. Ses avocats multiplient les incidents de procédure, puis demandent l'application de la loi de réconciliation nationale en faveur de leur client, à la suite de quoi la cour d'appel ordonne fin juin la suspension du procès.
Le 29 janvier 2013, le juge Miguel Ángel Gálvez décide d'ouvrir le procès pour génocide et de crimes contre l'humanité contre Ríos Montt et l'ex-directeur du service de renseignement G-2, José Mauricio Rodríguez Sánchez, en considérant qu'il existe suffisamment d'éléments concernant les massacres commis à l'encontre du peuple des Ixils dans le département de Quiché,. Le procès s'ouvre le 19 mars 2013.
Le 10 mai 2013, il est condamné par la juge Jazmín Barrios à 50 années de prison ferme pour génocide et 30 ans ferme pour crimes contre l'humanité, tandis que l'ancien chef des services secrets, José Mauricio Rodríguez, est acquitté. Ríos Montt dénonce un « show international ». Il est immédiatement transféré en prison, où il ne restera qu'une nuit, avant d'être transféré dans un hôpital militaire. 
Le 20 mai 2013, à la suite d'un recours de la défense (ocurso de queja), la Cour constitutionnelle casse le jugement, pour vice de procédure . Le 10 janvier 2014, l'annulation du procès est confirmée en appel. 
Il meurt le 1er avril 2018 à son domicile de la capitale guatémaltèque, alors qu’un nouveau procès pour génocide, à huis clos, était toujours en cours.